# Belomitra pacifica
Belomitra pacifica is een slakkensoort uit de familie van de Belomitridae. De wetenschappelijke naam van de soort is voor het eerst geldig gepubliceerd in 1908 door Dall.